# Cenocoelius peruanus
Cenocoelius peruanus är en stekelart som beskrevs av Szepligeti 1904. Cenocoelius peruanus ingår i släktet Cenocoelius och familjen bracksteklar. Inga underarter finns listade.